# 张登魁
张登魁（1910年—1987年），男，回族，山东济南人，中国武术教育家，曾任中国武术协会委员，中国摔跤协会副主席。